# Пять девушек из Гуаратингеты
«Пять девушек из Гуаратингеты» (порт. Cinco Moças de Guaratinguetá) — картина в стиле модернизма бразильского художника Эмилью Ди Кавальканти, на которой изображены супруга и дочери владельца цирка Абеларду Пинту. Полотно написано в 1930 году и представляет собой живопись маслом на холсте размером 90,5×70 см. В настоящее время хранится в Художественном музее в Сан-Паулу.

## Описание
На полотне изображены пять мулаток. Четыре вертикальные женские фигуры занимают почти всё пространство картины и заметно контрастируют между собой разными оттенками кожи и одеждой разных цветов, что подчёркивает индивидуальность каждой. Все персонажи на картине носят шляпы. Одна в руках держит раскрытый зонтик. На заднем плане, выглядывающей из окна, изображена пятая женщина. Две героини портрета написаны в профиль, одна в три четверти и одна в фас. Наблюдающая за ними из окна написана облокотившейся на подоконник и склонившей голову на руку. Области цвета в каждом изображении и на заднем плане чётко обозначены, что придаёт полотну объём и глубину.

## История
В 1920-х годах у некоторых представителей модернизма в Сан-Паулу местом для встреч был цирк Абеларду Пинту — импрессарио и клоуна, выступавшего под творческим псевдонимом Пиолин. Ди Кавальканти изобразил жену Пиолина, Бенедиту Франса-Пинту, вместе с их четырьмя дочерьми: Ауреей Пинту, Айолой Гарсия, Альбертиной Рибейру ди Баррос и Аной Ариэль. Ранее в 1929 году Ди Кавальканти уже был написан портрет одной из сестёр — Алойи Гарсия, который известен под названием «Девушка из Гуаратингеты». Мать девочки, уроженка Гуаратингеты, считалась одной из местных красавиц. Её живописец изобразил на картине в окне, приглядывающей за дочерьми. До замужества Бенедиты Франса-Пинту, молодые люди, проходившие мимо её дома, кричали комплименты, восхищённые красотой девушки. Цирк Абеларду Пинту прибыл в Гуаратингету в 1918 году, и в том же году Пиолин смог завоевать сердце красавицы, которая сбежала с ним из отчего дома. История попала в известную карнавальную песню «Мир цирка» Виктора Тейксейры, в одной из строк которой поётся: «А что такое клоун? Он — похититель женщин».

## Провенанс
Картина входила в частное собрание Фредерику Барата, который в 1947 году передал его в дар Художественному музею Сан-Паулу.

## В культуре
В 1974 году Почта Бразилии напечатала марку с репродукцией картины Ди Кавальканти.